# Euceraia atrosignata
Euceraia atrosignata är en insektsart som först beskrevs av Brunner von Wattenwyl 1891.  Euceraia atrosignata ingår i släktet Euceraia och familjen vårtbitare. Inga underarter finns listade i Catalogue of Life.